# Meir Amit

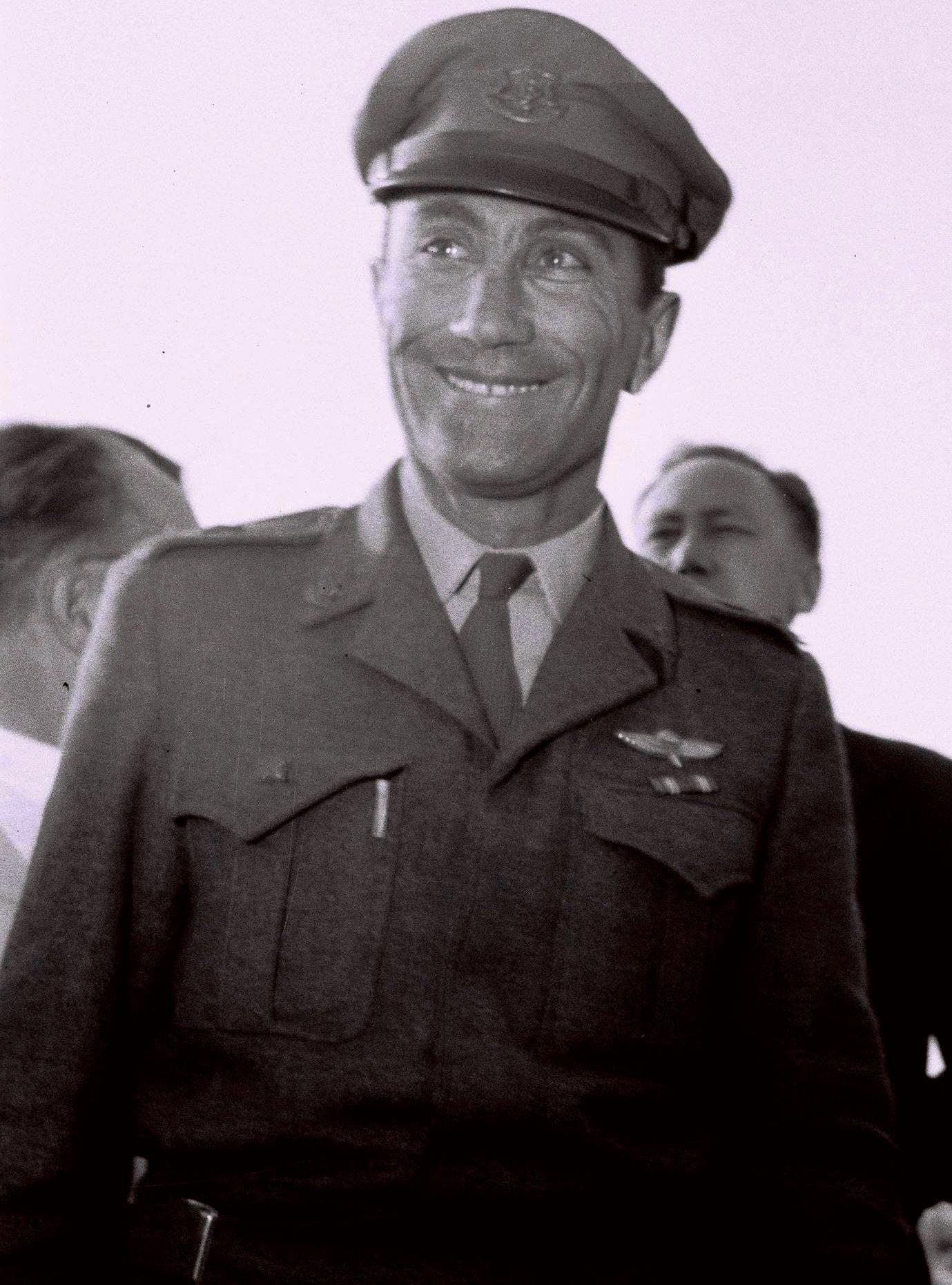
Meir Amit (1957)

Meir Amit (hebräisch מאיר עמית; * 17. März 1921 als Meir Slutzki in Tiberias, damals Palästina; † 17. Juli 2009 in Tel Aviv-Jaffa, Israel) war ein israelischer General (Aluf) und von 1963 bis 1968 Direktor des israelischen Geheimdienstes Mossad.

## Leben
Bereits 1936 trat Amit in die Hagana ein. Seine schulische Ausbildung beendete er mit dem Besuch eines Gymnasiums in Tel Aviv. 1941 heiratete Amit Yona Kelman, mit der er drei Töchter bekam. Von 1939 bis 1952 gehörte er dem Kibbuz Alonim an.
Seine militärische Laufbahn umfasste von 1940 bis zum Beginn der 1950er Jahre mehrere Offiziers- und Kommandeursposten. 1948/1949 nahm er am Israelischen Unabhängigkeitskrieg teil. 1950 erhielt er das Kommando über die Golani-Brigade. Er studierte an der Columbia Business School in New York City Betriebswirtschaft. Nach seiner Rückkehr aus den Vereinigten Staaten wurde er 1954 Chef des militärischen Aufklärungsdienstes Aman. Diesen Posten hatte er bis 1963 immer wieder inne, obwohl er zwischenzeitlich mehrfach auf hohe Kommandeursposten der Feldarmee wechselte. 1955–1956 hatte Amit das Kommando über das Südkommando und 1958–1962 über das Nordkommando.
1963 trat Meir Amit die Nachfolge von Isser Harel an der Spitze des Mossad an. Der neue Mossad-Chef legte besonderen Wert auf den Ausbau eines umfassenden Agenten- und Informantennetzes in der arabischen Welt und auf enge Verbindungen zur amerikanischen CIA. Anfangs gab es erheblichen Widerstand aus den Reihen des Dienstes gegen den neuen Chef. Amit hatte zuvor die Amtsführung Harels kritisiert. Er wurde von zahlreichen Mossad-Mitarbeitern für den Sturz seines Vorgängers verantwortlich gemacht und nicht akzeptiert. Den Vorwurf weist er jedoch zurück.
Nachdem Amit sich aber durchgesetzt hatte, gelangen dem Mossad mehrere erfolgreiche Operationen, darunter der Einsatz des Top-Spions Eli Cohen in Syrien und der Diebstahl einer MiG-21 der irakischen Luftwaffe 1966, die von einem desertierenden Pilot nach Israel geflogen wurde. Die unter Meir Amit ausgeführten Aufklärungsoperationen leisteten einen erheblichen Beitrag zum israelischen Erfolg im Sechstagekrieg 1967. Die Entführung von Patrouillenbooten, die in Frankreich für Israel gebaut worden waren, aber nicht ausgeliefert wurden, geht auf den Befehl Amits zurück, wurde aber erst 1969 ausgeführt. 1968 trat Zwi Zamir seine Nachfolge als Mossad-Chef an.
Auch nach seinem Ausscheiden als Direktor des Mossad fungierte Meir Amit als Sicherheits- und Geheimdienstberater der israelischen Regierung. Von 1968 bis 1977 leitete er „Koor“, einen der Histadrut angegliederten Rüstungskonzern. Meir Amit war 1976 einer der Gründer der Partei Tnu’a Demokratit LeSchinui, die sich 1978 als Schinui neu formierte. Von 1977 bis zum 15. September 1978 gehörte er der Regierung unter Menachem Begin als Verkehrs- und Kommunikationsminister an. Während dieser Zeit war er Abgeordneter der 9. Knesset und in dieser Funktion Mitglied des Außen- und Verteidigungsausschusses. 1980 trat er in die Arbeitspartei ein.